# Tibor Ivanišević
Tibor Ivanišević (Mostar, 1990. augusztus 16. –) szerb-bosnyák származású, szerb válogatott kézilabdázó, posztja szerint kapus. A HSG Wetzlar játékosa.

## Pályafutása

### Klubcsapatban
Tibor Ivanišević tizenöt éves korában kezdett kézilabdázni. Pályafutása elején a Voždovac és a belgrádi Crvena Zvezda játékosa volt. 2013 júliusában szerződött a magyar első osztályban szereplő Orosházi FKSE csapatához. Két évet védett a magyar csapatnál. 2017-ben a dán Skjern Håndbold játékosa lett. Az ukrán Motor Zaporizzsja ellen a 2017–2018-as EHF-bajnokok ligája csoportkörében 33–26-ra megnyert találkozón az ellenfél összes hétméteresét hárította, szám szerint hét hétméterest védett ki. A Telekom Veszprém elleni nyolcaddöntős párharc második találkozóján teljesítményével nagyban hozzájárult a magyar csapat kiejtéséhez, bekerült a forduló válogatottjába is az Európai Kézilabda-szövetség szavazásán. 2018 nyarától a német HSG Wetzlar játékosa.

### A válogatottban
A szerb válogatottal részt vett a 2018-as férfi kézilabda-Európa-bajnokságon.